# 1995 WJ2
1995 WJ2 är en asteroid i huvudbältet som upptäcktes den 18 november 1995 av den japanska astronomen Takao Kobayashi vid Ōizumi-observatoriet.